# رويترز
رويترز هي مؤسسة إخبارية دولية مملوكة لشركة تومسون رويترز. تأسَّست الوكالة في لندن عام 1851 من قِبل الألماني المولد بول رويتر إلى أن استُحوذَ عليها من قِبل شركة تومسون عام 2008 حيث تُشكّل الآن قسم الإعلام في تومسون رويترز. تُوظّف المؤسّسة – التي تُعتبر واحدةً من أكبر وكالات الأنباء في العالم – حوالي 2500 صحفي و600 مصور صحفي في حوالي مائتي موقع حول العالم.

## التاريخ

### القرن التاسع عشر
عمل بول رويتر في شركةٍ لنشر الكتب في برلين كما شارك في توزيع كتيبات راديكاليّة في بداية الربيع الأوروبي عام 1848. جلبت هذه المنشورات والكُتيبات الكثير من الاهتمام إلى رويتر الذي طوَّر عام 1850 نموذجًا أوليًا لخدمة الأخبار في آخن باستخدام الحمام الزاجل أولًا والتلغرافمن عام 1851 فصاعدًا وذلك من أجل نقل الرسائل بين بروكسل وآخن في ما يُعرف اليوم باسم بيت رويترز في مدينة آخن.
انتقل رويتر إلى لندن عام 1851 وأنشأ وكالة أنباء في رويال إكستشينج. غطّت وكالة أنباء رويترز الجديدة في البداية الأخبار التجارية وخَدمات البنوك والشركات التجارية. كانت أول صحيفةٍ تشتركُ في وكالة أنباء رويترز – التي تتخذُ من لندن مقرًا لها – هي مورنينج أدفرتايزر (بالإنجليزية: Morning Advertiser)‏عام 1858 ثمّ بدأت صحفٌ أخرى في الاشتراك في وكالة الأنباء حديثة العهد مع مرور الوقت. تقولُ موسوعة بريتانيكا في هذا السياق: «قيمة رويترز بالنسبة للصُّحف لا تكمن فقط في الأخبار المالية التي تقدمها ولكن في قدرتها على أن تكون أول من ينقل أخبارًا ذات أهمية دولية». جديرٌ بالذكرِ هنا مثلًا أنَّ وكالة أنباء رويترز كانت أول من أبلغ عن اغتيال أبراهام لنكولن في أوروبا عام 1865.
أسَّس رويتر عام 1865 شركته الخاصة تحت اسم شركة رويترز تلغراف المحدودة (بالإنجليزية: Reuter's Telegram Company Limited)‏ حيثُ كان هو مديرها العام. توسّعت الشركة عام 1872 في الشرق الأقصى ثمّ توسَّعت عام 1874 في أمريكا الجنوبية بفضل التقدم المحرزِ في الكابلات البحرية. تقاعدَ رويتر عام 1878 من منصب المدير العام فخلفه ابنه الأكبر هربرت دي رويتر. حقَّقت وكالة الأنباء نقلة نوعيّة جديدة عام 1883 حينما بدأت في نقل الرسائل بطرق تعتمدُ على تقنيّات كهربائيّة إلى صحف لندن.

### القرن العشرين

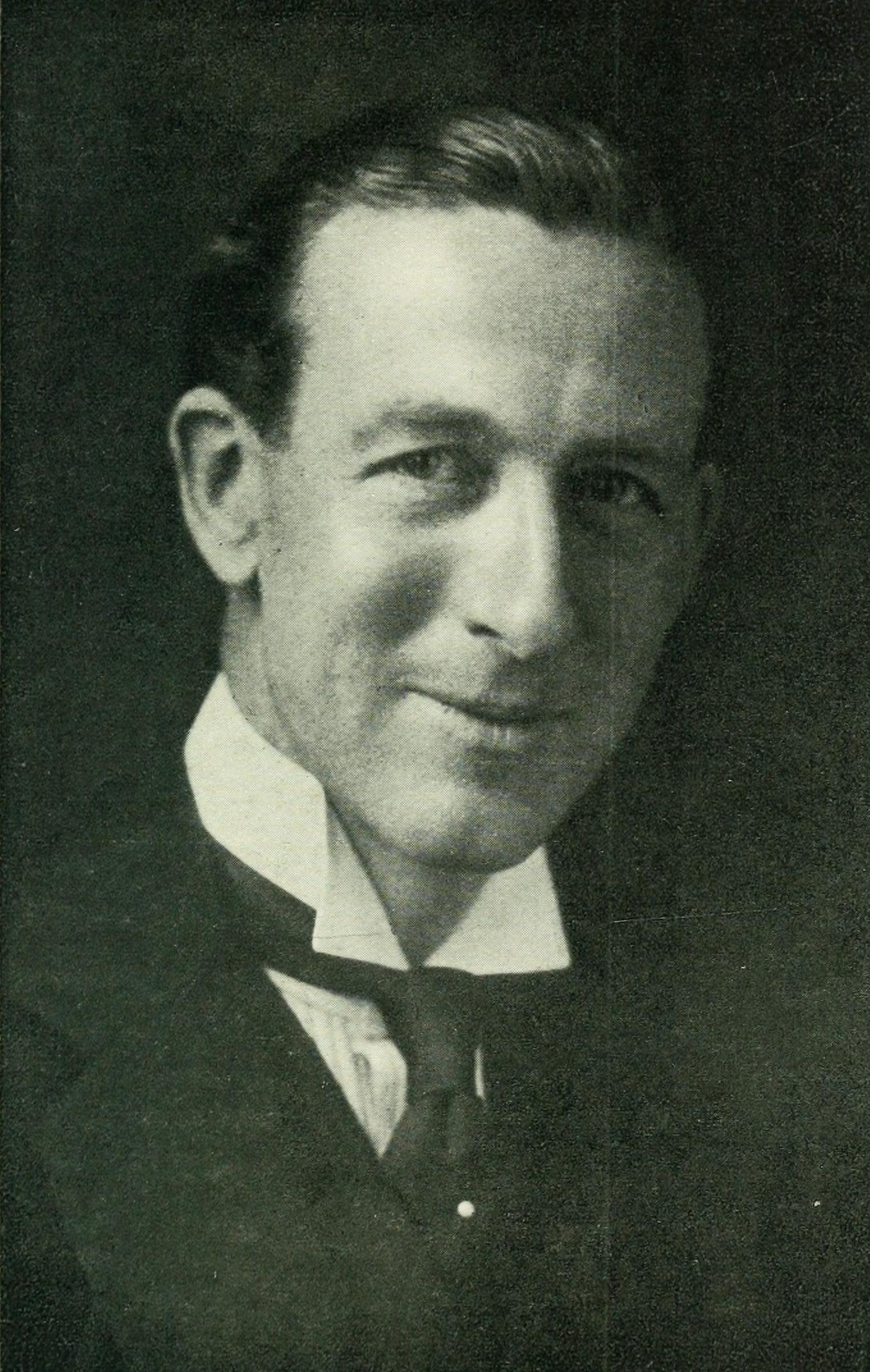
رودريك جونز المدير العام لوكالة أنباء رويترز من عام 1915 حتى 1941

استمرَّ هربرت دي رويتر نجل رويتر – مؤسّس الوكالة – في منصب المدير العام حتى وفاته منتحرًا عام 1915. عادت الشركة إلى الملكية الخاصة في العام الموالي حينما اشترى رودريك جونز ومارك نابير جميع أسهمها فغيَّرا اسمها إلى رويترز المحدودة (بالإنجليزية: Reuters Limited)‏. بدأت رويترز عام 1923 في استخدامِ الراديو لنقل الأخبار دوليًا وقد اعتُبر هذا العمل «عملًا رياديًا» في ذلك الوقت. استحوذت رابطة الصحافة – وهي شركة بريطانيّة – عام 1925 على حصّة الأغلبية في رويترز ثمّ استحوذت عليها بالكامل بعد بضعِ سنوات. ذكرت صحيفة الغارديان خلال الحربينِ العالميتين أن رويترز تعرضت لضغوطٍ من الحكومة البريطانية لخدمة مصالحها الوطنيّة. تمكّنت الوكالة عام 1941 من صرفِ هذا الضغط حينما أعادت هيكلة نفسها كشركة خاصّة على الرغمِ من بقاء ملكيّتها في يدِ رابطة الصحافة (بالإنجليزية: Press Association)‏.
باعت رابطة الصحافة عام 1941 نصف وكالة رويترز لجمعيّة مالكي الصحف (بالإنجليزية: Newspaper Proprietors' Association)‏ لكنّ رويترز استطاعت حينها صياغة عددٍ من مبادئها للحفاظِ على الاستقلاليّة. أصبحت رويترز في ذلك الوقت واحدةٌ من وكالات الأنباء الكبرى في العالم حيث عملت على توفيرِ النصوص والصور للصحف ووكالات الأنباء الأخرى ومحطات البث الإذاعي والتلفزيونيّ بل استُعملت كمصدرٍ في مختلفِ الصحف الرائدة في العالم عدى عن اعتمادِ آلاف الصحف الصغيرة عليها.
نشرت رويترز عام 1961 نبأ إقامة جدار برلين، كما كانت واحدةً من أولى وكالات الأنباء التي نقلت البيانات المالية عبر المحيطات من خلالِ أجهزة الكمبيوتر في الستينيات. بدأت رويترز عام 1973 في إتاحة عروض أسعار الصرف الأجنبي للعملاء على أجهزة الكمبيوتر، ثمّ بدأت عام 1981 في دعمِ المعاملات الإلكترونيّة على شبكة الكمبيوتر الخاصة بها. واصلت رويترز ريادتها حينما طورت عددًا من خدمات الوساطة والتجارة الإلكترونية إلى أن طُرحت كشركة عامة عام 1984 حيث أُدرجت في عددٍ من البورصات بما في ذلك بورصة لندن ونازداك.

### القرن الواحد والعشرين
ارتفعَ سعر سهم رويترز خلال الفترة التي عُرفت باسمِ طفرة الدوت كوم ثمّ انخفض بعد الاضطرابات المصرفية في عام 2001. أكّدت موسوعة بريتانيكا عام 2002 أن معظم الأخبار في جميع أنحاء العالم جاءت من ثلاث وكالات رئيسية: أسوشيتد برس ورويترز ووكالة فرانس برس. شكّلت وكالة رويترز للأنباء حتى عام 2008 جزءًا من مجموعة رويترز بي إل سي إلى أن اندمجت مع مجموعة تومسون الكنديّة لتشكيلِ شركة تومسون – تتخذُ من تورونتو مقرًا لها – التي انسحبت عام 2009 من بورصتي لندن ونازداك قبل أن تُدرج أسهمها في بورصة تورنتو وبورصة نيويورك. في نفس العام أيضًا وبالضبطِ في الخامس والعشرين من كانون الثاني/يناير 2009 تُوفيّت مارغريت دي رويتر آخر فردٍ كان على قيد الحياة من عائلة رويتر.
عيّنت إداة تومسون رويترز عام 2012 جيم سميث في منصب الرئيس التنفيذي، ثمّ وافقت في تمّوز/يوليو 2016 على بيعِ بعض حقوق ملكيتها الفكرية مقابل 3.55 دولار مليار لشركات الأسهم الخاصة. أعلنت تومسون رويترز في تشرين الأول/أكتوبر من نفس العام عن تحديثاتٍ جديدةٍ في الوكالة التي مقلت مقرها لمدينة تورونتو، وكجزءٍ من إعادة الهيكلة والتخفيض في الميزانيّة سرَّحت الشركة في تشرين الثاني/نوفمبر 2016 حوالي 2000 من موظّفيها في جميعِ أنحاء العالم من بين مجموع 50,000 موظف.

## الصحفيون
تُوظّف رويترز حوالي 2500 صحفي و 600 مصوّر صحفي، في حوالي مائتي موقعٍ حول العالم. يتبعُ صحفيو الوكالة دليل رويترز للصحافة (بالإنجليزية:  the Reuters Handbook of Journalism)‏ للحفاظ على قيم النزاهة والحرية عدى عن الموثوقية والدقة والسرعة والحصريّة.
قُتل الصحفي الأمريكي كورت شورك في أيّار/مايو 2000 في كمينٍ أثناء قيامه بمهمةٍ في سيراليون، كما قُتل في نيسان/أبريل وآب/أغسطس 2003 المصوران الصحفيان تاراس بروتسيوك ومازن دعنا في حوادث منفصلة على أيدي القوات الأمريكية في العراق فضلًا عن مقتل نمير نور الدين وسعيد شماغ في تموز/يوليو 2007 عندما أصابتهما نيران مروحية أباتشي عسكرية أمريكية في العاصمة العراقيّة بغداد. قُتل خلال عام 2004 أيضًا المصور أدلان (أو عدلان) خسنوف في الشيشان وضياء نجم في العراق. فيمَا لقي المصور الآخر فضل شناعة مصرعه في قطاع غزة في نيسان/أبريل 2008 بعد استهدافهِ من قِبل دبابة إسرائيليّة.
أثناء تغطيته للثورة الثقافية الصينية في بكين في أواخر الستينيات من القرن الماضي، اعتُقل صحفي رويترز أنتوني جراي من قِبل الحكومة الصينية ردًا على سجن العديد من الصحفيين الصينيين من قبل حكومة هونغ كونغ الاستعمارية البريطانية. أُطلق سراح أنتوتي بعد أن سُجن لمدة 27 شهرًا من عام 1967 حتى عام 1969 وقد حصل الصحفيّ البريطاني على رتبة الإمبراطورية البريطانية من قِبل الحكومة البريطانية.
نشر الموقع الأوكراني ميروتفروريتس في أيّار/مايو 2016 أسماء 4508 صحفيًا ببياناتهم الشخصيّة بما في ذلك مراسلي رويترز ومراسلي وسائل إعلام أخرى من جميع أنحاء العالم الذين اعتُمدوا من قِبل السلطات المُعلَنة ذاتيًا في المناطق الانفصالية في شرق أوكرانيا. أُدين صحفيان من رويترز عام 2018 في ميانمار بتهمة الحصول على أسرار الدولة أثناء التحقيق في مذبحةٍ في قريةٍ للروهينجا. أُدين اعتقال الصحفيانِ على نطاقٍ واسعٍ باعتبار أنَّ ما فعلتهُ حكومة ميانمار هه اعتداءٌ على حرية الصحافة، كما حصل الصحفيان – وهما وا لون وكياو سوي أو – على العديد من الجوائز بما في ذلك جائزة اتحاد الصحافة الأجنبية وجائزة بوليتزر للتقارير الدولية كما اختيرا كجزءٍ من شخصية العام في مجلّة التايم لعام 2018 إلى جانب صحفيين مضطهدين آخرين. بعد 511 يومًا في السجن، أُطلق سراح وا لون وكياو سوي أو في السابع من آذار/مارس 2019 بعد حصولها على عفوٍ رئاسيّ.
هذه قائمةٌ بأبرز صحفيي رويترز الذي قُتلوا أثناء تأدية واجبهم الصحفيّ:
| الاسم          | الجنسيّة | مكان الوفاة | التاريخ        |
| -------------- | ------- | ----------- | -------------- |
| هوس ماينا      | كيني    | الصومال     | 12 يوليو 1993  |
| دان إلدون      | كيني    | الصومال     | 12 يوليو 1993  |
| كيرت شورك      | أمريكي  | سيرا ليون   | 24 مايو 2000   |
| تاراس بروتسيوك | أوكراني | العراق      | 8 أبريل 2003   |
| مازن دعنا      | فلسطيني | العراق      | 17 أغسطس 2003  |
| عدلان خسنوف    | روسي    | الشيشان     | 9 مايو 2004    |
| وليد خالد      | عراقي   | العراق      | 28 أغسطس 2005  |
| نمير نور الدين | عراقي   | العراق      | 12 يوليو 2007  |
| سعيد شماغ      | عراقي   | العراق      | 12 يوليو 2007  |
| فضل شناعة      | فلسطيني | قطاع غزة    | 16 أبريل 2008  |
| هيرو موراموتو  | ياباني  | تايلاند     | 10 أبريل 2010  |
| ملحم بركات     | سوري    | سوريا       | 20 ديسمبر 2013 |

## انتقادات

### وكالة المخابرات المركزية
نشرت رولينج ستون في تشرين الأول/أكتوبر 1977 مقالًا للصحفيّ كارل بيرنشتاين كتب فيه المؤلِّف أنه وفقًا لمعلومات من مسؤولي وكالة المخابرات المركزية فقد تعاونت رويترز مع الوكالة. وردا على ذلك، طلب المدير الإداري لرويترز آنذاك جيرالد لونج أدلة على التهم الموجهة لوكالة الأنباء لكنّ كارل لم يقدمها ولا غيره فعل.

### سياسة الوكالة

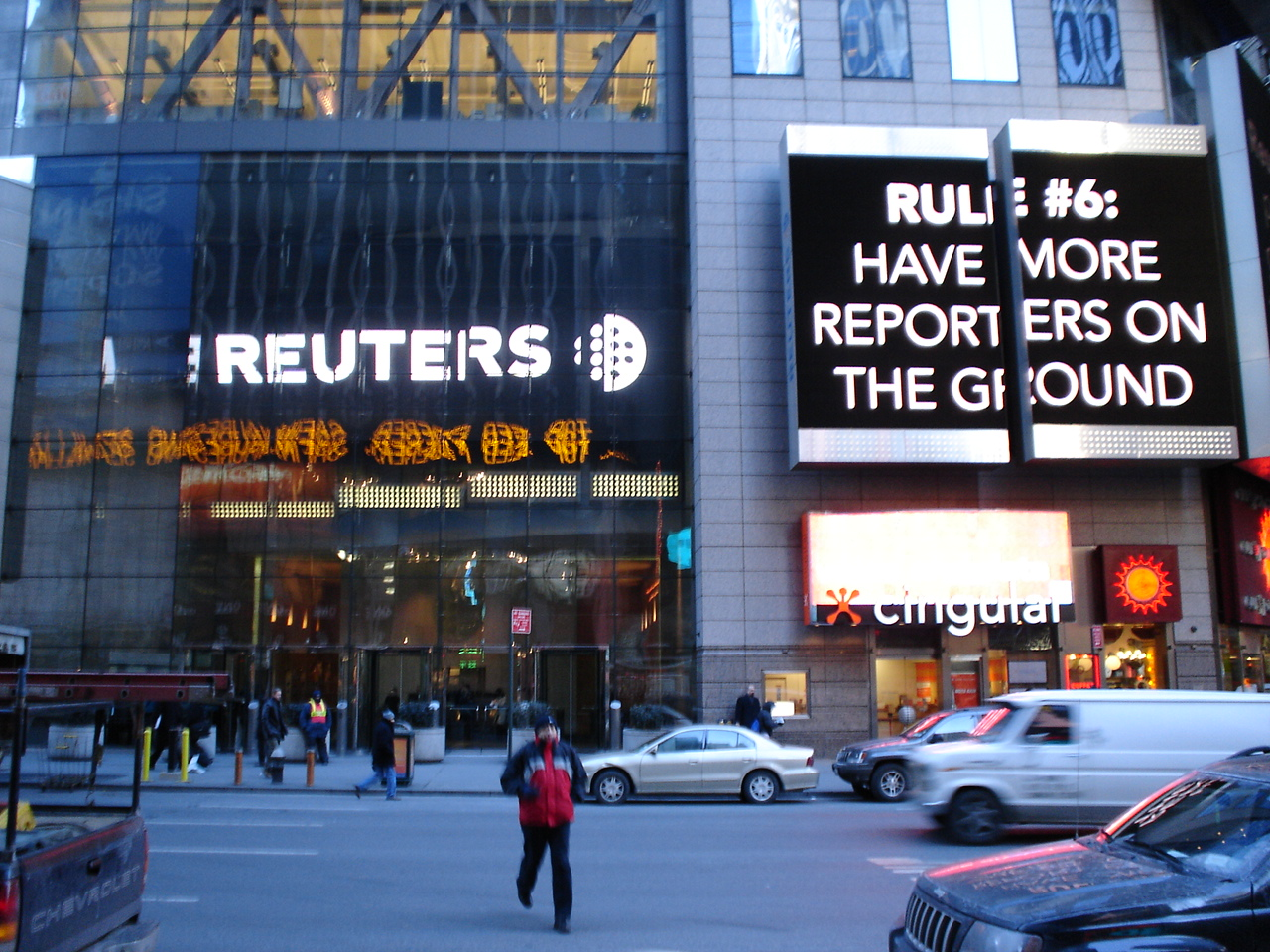
مدخل مبنى رويترز في مدينة نيويورك

تتبعُ رويترز سياسة «النهج القيمي المحايد» الذي يمتدُّ إلى عدم استخدام كلمة «إرهابي» مثلًا في أخبارها ومقالاتها. لقد أثارت هذه الممارسة انتقادات في أعقاب هجمات الحادي عشر من أيلول/سبتمبر. تنصُّ السياسة التحريرية لرويترز على ما يلي: «قد تُشير رويترز دون إسنادٍ إلى الإرهاب ومكافحة الإرهاب بشكلٍ عام لكنها لا تشير إلى أحداث معينّة على أنها «إرهاب»، كما أنّ رويترز لا تستخدم كلمة «إرهابي» دون إسنادها لوصف أفراد أو مجموعات أو أحداث معينة.» على النقيض من ذلك، تستخدم وكالة أسوشيتد برس مصطلح «إرهابي» في إشارةٍ إلى المنظمات غير الحكومية التي تُنفذ هجماتٍ على السكان المدنيين. طلبت رويترز عام 2004 من صحف كندية إزالة كلمة رويترز من عناوين مقالاتها التي تضمّنت عباراتٍ من قبيل «إرهابي» ومضامين أخرى من هذا القبيل.

### قضايا المناخ
استقالَ ديفيد فوغارتي مراسل رويترز في قارة آسيا في تمّوز/يوليو 2013 من منصبه بعد ما يقرُب من 20 عامًا من العمل مع الوكالة وكتب «أنه أصبح تدريجيًا نشر أيّ قصة عن تغير المناخ أكثر صعوبة» وذلك بعد التعليقات التي أدلى بها نائب رئيس التحرير آنذاك بول إنغراسيا الذي كان من المشكّكين في قضية تغير المناخ. قال فوغارتي في ردّه بعد الاستقالة:
ردت رويترز على مقال فوغارتي بالقول:
استشهد المدوّن جو روم في وقتٍ لاحقٍ بمقالة لرويترز عن المناخ على أنها تستخدم ما سمّاهُ «توازنٌ خاطئ» واقتبس من الدكتور ستيفان رامستورف الرئيس المشارك في معهد بوتسدام أن: «[مقالة رويترز] تُشير ضمنيًا إلى وجود الكثير من المشككين في قضايا المناخ ... هذا يُشبه على حد تعبير الراحل ستيف شنايدر إضافة بعض الهراء من مجتمع الأرض المسطّحة إلى تقريرٍ حول أحدث جيل من أقمار الاتصالات. إنه أمرٌ سخيف» ويُؤكّد روم: «لا يُمكننا أن نعرف على وجه اليقين من أصر على حشر هذا الهراء المشكك في قضايا المناخ في المقالة ... إذا كان هذا جزءٌ من التقرير الأصلي للمراسل، لكُنت توقّعت اقتباسات مباشرة من المشككين الفعليين لأن هذه هي الصحافة. تُشير حقيقة أنه تم إدخال كل هذا الثرثرة بدون إسنادٍ إلى المقالة على أنها من بنات أفكار المحرر.»

### الخلافات التصويرية
اتُهمت رويترز من قِبل واي نت نيوز بالتحيز ضد إسرائيل في تغطيتها للنزاع الإسرائيلي اللبناني عام 2006 بعد أن استخدمت وكالة الأنباء صورتين مزيفتين من قِبل المصور اللبناني المستقل عدنان الحاج. أعلنت الوكالة في آب/أغسطس 2006 أنها قطعت جميع العلاقات مع الحاج وقالت إنَّ صوره ستُحذف من قاعدة بياناتها. انتقدت صحيفة هآرتس عام 2010 وكالة رويترز مرة أخرى بسببِ ما وصفتهُ «بالتحيّز المعادي لإسرائيل» عندما قطعت حواف الصور وأزالت سكاكين الكوماندوز التي يحملها النشطاء ودماء الكوماندوز البحرية من الصور التي التُقطت على متن سفينة مافي مرمرة أثناء الغارة على أسطول الحريّة وهي الغارة التي أسفرت عن مقتل تسعة نشطاء أتراك. زُعم أنه قد اقتُطع الصورتين المنفصلتين التي نشرتهما رويترز السكاكين التي كانت بحوزة النشطاء الفلسطينيين، فيما قالت رويترز إن اقتصاص الصور في الهوامش إجراء تحريري اعتياديّ ثمّ سارعت إلى استبدال الصور التي اقتُصَّ منها بالصور الأصلية بعد أن علمت الوكالة بها.

### فضيحة بتروبراس
نشرت رويترز في آذار/مارس 2015 نصًا يحتوي على مقابلة مع الرئيس البرازيلي السابق فرناندو هنريكي كاردوسو حول فضيحة بتروبراس المتعلقة بشركة بتروبراس التي هي شركة نفطٍ مملوكةٍ للدولة البرازيلة. كان قد اكتُشف قبل نشر مقالة رويترز بعامٍ واحدٍ أن العديد من السياسيين البرازيليين متورطون في فضيحة بتروبراس بسبب منح عقود الشركة لشركات مختلفة بغرض تبادل وحتى سرقة الأموال. أصدرت رويترز بعد هذه الفضيحة المقالة التي تتضمَّن مقابلة مع الرئيس البرازيلي السابق فرناندو هنريكي حيث ورد في إحدى الفقرات تعليقًا لمدير سابق لشركة بتروبراس أشار فيه إلى أن الفساد في تلك الشركة قد يعود إلى فترة رئاسة كاردوزو، ثمّ أُرفِق في نفس المقالة تعليق بين قوسين باللّغة البرتغالية «Podemos tirar se achar melhor» يعني «يمكننا إزالتها [قاصدًا الفقرة] إذا ما رغبت في ذلك». قِيل حينها في تفسير هذا «الخطأ» إنَّ الرئيس السابق متورطٌ في الفساد ويريدهم أن يحذفوا هذا النص. أصدرت رويترز لاحقًا بيانًا أكّدت فيه على الخطأ موضحة أنه كان سؤالًا من أحد المحررين البرازيليين للصحفيّ الذي كتب النص الأصلي باللغة الإنجليزية وأنه لم يكن من المفترض نشره.

### التمويل
أصدرت وزارة الخارجية البريطانية في تشرين الثاني/نوفمبر 2019 وثائق أرشيفية تؤكد أنها قدمت تمويلًا لرويترز خلال الستينيات والسبعينيات من القرن الماضي حتى تتمكن رويترز من توسيع تغطيتها في الشرق الأوسط. أُبرم اتفاقٌ بين إدارة أبحاث المعلومات (بالإنجليزية: Information Research Department)‏ ورويترز لتقديم 350 ألف جنيه إسترليني لهذه الأخيرة على مدى أربع سنواتٍ لتمويل توسع الوكالة. لقد كانت حكومة المملكة المتحدة تُموّل بالفعل الفرع اللاتيني لرويترز من خلال شركة وهمية، وحاولت فعل المثل مع فرع الوكالة في الشرق الأوسط. أقرت إدارة أبحاث المعلومات بأن هذه الاتفاقية لن تمنحهم سيطرة تحريرية على رويترز على الرغم من أن إدارة أبحاث المعلومات نفسها اعتقدت أنها ستمنحهم تأثيرًا سياسيًا على عمل رويترز مشيرة إلى أن هذا التأثير سيتدفق على أعلى مستوى من استعداد رويترز للتشاور حتى استماعه إلى الآراء المعبر عنها بشأن نتائج عملها.

## الجوائز والتكريم
- جائزة بوليتزر عن فئة صور الأخبار العاجلة 2024، للصور المؤلمة لصراع إسرائيل وغزة.[57]

## وصلات خارجية
- الموقع الرسمي